# Serenata (film 1956)
Serenata è un film del 1956 diretto da Anthony Mann. È ispirato al romanzo omonimo di James M. Cain (1937).

## Riprese
Il film venne girato a San Miguel de Allende, Guanajuato in Messico.

## Distribuzione
Il film, distribuito dalla Warner Bros., uscì nelle sale il 23 marzo 1956.

### Date di uscita
- USA: 23 marzo 1956
- Germania Ovest: 28 agosto 1956
- Svezia: 10 settembre 1956
- Finlandia: 23 novembre 1956
- Portogallo: 16 aprile 1957
- Francia: 3 maggio 1957
- Turchia: gennaio 1958
- Danimarca: 16 giugno 1958